# Tongnip Sinmun
Il Tongnip Sinmun (독립신문, lett. "L'Indipendente") fu un giornale di idee riformiste fondato da Seo Jae-pil che operò dal 7 aprile 1896 al 4 dicembre 1899. Il giornale esercitò un grande impatto sulla formazione del nazionalismo coreano moderno.

## Storia
Seo Jae-pil, proveniente da una famiglia di yangban che aveva partecipato al Colpo di stato di Gapsin, era fuggito negli Stati Uniti, dove aveva ottenuto la cittadinanza statunitense conseguendo una laurea all'Università George Washington. Tornato in patria nel 1895 con l'avvento del governo riformista, fondò il giornale Tongnip Sinmun, che veniva pubblicato sia in coreano (edito da Chu Sangho) che in lingua inglese (edito da diversi missionari). L'edizione coreana era pubblicata in hangŭl affinché fosse fruibile dalla maggior parte della popolazione.
Gli editoriali di Seo Jae-pil erano orientati alla sensibilizzazione delle masse sui problemi che affliggevano la nazione e sul bisogno di riforme che avrebbero toccato la struttura sociale, il sistema educativo, la situazione economica, il sistema amministrativo, le leggi, lo stato di difesa e le relazioni estere del paese.
Per via dei timori del re Gojong di Corea dovuti al presunto radicalismo di Seo Jae-pil e alle accuse perpetrate dal giornale nei confronti di alcuni ministri ritenuti troppo filorussi, il governo cessò di finanziare il giornale. Nel 1898 Seo Jae-pil fu costretto a tornare negli Stati Uniti e la redazione passò a Yun Chi-ho, il quale incrementò la pubblicazione del giornale da tre volte la settimana a tutti i giorni, arrivando a vendere circa 1500 copie. Nel 1897 si assistette alla separazione delle due edizioni linguistiche, che fino a quel momento erano state pubblicate insieme, e l'edizione inglese venne stampata tre volte alla settimana.
L'ultimo numero del giornale uscì il 4 dicembre 1899, dopo che Yun Chi-ho aveva abbandonato Seul, lasciando le redini della pubblicazione ai missionari che si trovarono in difficoltà.